# Japans Grand Prix 2025
Japans Grand Prix 2025, officiellt Formula 1 Lenovo Japanese Grand Prix 2025, var ett Formel 1-lopp som kördes den 6 april 2025 på Suzuka Circuit i Suzuka i Japan. Loppet var det tredje loppet ingående i Formel 1-säsongen 2025 och kördes över 53 varv.

## Ställning i mästerskapet före loppet
| Pos. | Förare         | Poäng |
| ---- | -------------- | ----- |
| 1 ▬  | Lando Norris   | 44    |
| 2 ▬  | Max Verstappen | 36    |
| 3 ▬  | George Russell | 35    |
| 4 ▬  | Oscar Piastri  | 34    |
| 5 ▬  | Kimi Antonelli | 22    |

| Pos. | Konstruktör       | Poäng |
| ---- | ----------------- | ----- |
| 1 ▬  | McLaren-Mercedes  | 78    |
| 2 ▬  | Mercedes          | 57    |
| 3 ▬  | Red Bull          | 36    |
| 4 ▬  | Williams-Mercedes | 17    |
| 5 ▬  | Ferrari           | 17    |

- Notering: Endast de fem bästa placeringarna i vardera mästerskap finns med på listorna.

## Kvalet
Kvalet kördes den 5 april 2025, klockan 15:00 lokal tid (UTC+9).
| Pos.                    | Nr. | Förare            | Konstruktör                  | Kvaltider | Kvaltider | Kvaltider | Start- grid |
| Pos.                    | Nr. | Förare            | Konstruktör                  | Q1        | Q2        | Q3        | Start- grid |
| ----------------------- | --- | ----------------- | ---------------------------- | --------- | --------- | --------- | ----------- |
| 1                       | 1   | Max Verstappen    | Red Bull Racing-Honda RBPT   | 1:27.943  | 1:27.502  | 1:26.983  | 1           |
| 2                       | 4   | Lando Norris      | McLaren-Mercedes             | 1:27.845  | 1:27.146  | 1:26.995  | 2           |
| 3                       | 81  | Oscar Piastri     | McLaren-Mercedes             | 1:27.687  | 1:27.507  | 1:27.027  | 3           |
| 4                       | 16  | Charles Leclerc   | Ferrari                      | 1:27.920  | 1:27.555  | 1:27.299  | 4           |
| 5                       | 63  | George Russell    | Mercedes                     | 1:27.843  | 1:27.400  | 1:27.318  | 5           |
| 6                       | 12  | Kimi Antonelli    | Mercedes                     | 1:27.968  | 1:27.639  | 1:27.555  | 6           |
| 7                       | 6   | Isack Hadjar      | Racing Bulls-Honda RBPT      | 1:28.278  | 1:27.775  | 1:27.569  | 7           |
| 8                       | 44  | Lewis Hamilton    | Ferrari                      | 1:27.942  | 1:27.610  | 1:27.610  | 8           |
| 9                       | 23  | Alexander Albon   | Williams-Mercedes            | 1:28.218  | 1:27.783  | 1:27.615  | 9           |
| 10                      | 87  | Oliver Bearman    | Haas-Ferrari                 | 1:28.228  | 1:27.711  | 1:27.867  | 10          |
| 11                      | 10  | Pierre Gasly      | Alpine-Renault               | 1:28.186  | 1:27.822  | N/A       | 11          |
| 12                      | 55  | Carlos Sainz Jr.  | Williams-Mercedes            | 1:28.209  | 1:27.836  | N/A       | 151         |
| 13                      | 14  | Fernando Alonso   | Aston Martin Aramco-Mercedes | 1:28.337  | 1:27.897  | N/A       | 12          |
| 14                      | 30  | Liam Lawson       | Racing Bulls-Honda RBPT      | 1:28.554  | 1:27.906  | N/A       | 13          |
| 15                      | 22  | Yuki Tsunoda      | Red Bull Racing-Honda RBPT   | 1:27.967  | 1:28.000  | N/A       | 14          |
| 16                      | 27  | Nico Hülkenberg   | Kick Sauber-Ferrari          | 1:28.570  | N/A       | N/A       | 16          |
| 17                      | 5   | Gabriel Bortoleto | Kick Sauber-Ferrari          | 1:28.622  | N/A       | N/A       | 17          |
| 18                      | 31  | Esteban Ocon      | Haas-Ferrari                 | 1:28.696  | N/A       | N/A       | 18          |
| 19                      | 7   | Jack Doohan       | Alpine-Renault               | 1:28.877  | N/A       | N/A       | 19          |
| 20                      | 18  | Lance Stroll      | Aston Martin Aramco-Mercedes | 1:29.271  | N/A       | N/A       | 20          |
| 107 %-gränsen: 1:33.825 |     |                   |                              |           |           |           |             |
| Källor:                 |     |                   |                              |           |           |           |             |

Noter
- ^1  – Carlos Sainz Jr. fick tre platsers nedflyttning efter att ha varit i vägen för Lewis Hamilton i Q2.[5]

## Loppet
Loppet kördes den 6 april 2025, klockan 14:00 lokal tid (UTC+9), och kördes över 53 varv.
Max Verstappen i Red Bull Racing vann loppet från pole position, med Lando Norris och Oscar Piastri i McLaren på andra och tredje plats. Kimi Antonelli i Mercedes blev både den yngsta föraren i historien att leda ett lopp, samt att sätta snabbaste varv.
| Pos.   | Nr. | Förare            | Konstruktör                  | Varv | Tid/Bröt    | Placering | Poäng |
| ------ | --- | ----------------- | ---------------------------- | ---- | ----------- | --------- | ----- |
| 1      | 1   | Max Verstappen    | Red Bull Racing-Honda RBPT   | 53   | 1:22:06.983 | 1         | 25    |
| 2      | 4   | Lando Norris      | McLaren-Mercedes             | 53   | +1.423      | 2         | 18    |
| 3      | 81  | Oscar Piastri     | McLaren-Mercedes             | 53   | +2.129      | 3         | 15    |
| 4      | 16  | Charles Leclerc   | Ferrari                      | 53   | +16.097     | 4         | 12    |
| 5      | 63  | George Russell    | Mercedes                     | 53   | +17.362     | 5         | 10    |
| 6      | 12  | Kimi Antonelli    | Mercedes                     | 53   | +18.671     | 6         | 8     |
| 7      | 44  | Lewis Hamilton    | Ferrari                      | 53   | +29.182     | 8         | 6     |
| 8      | 6   | Isack Hadjar      | Racing Bulls-Honda RBPT      | 53   | +37.134     | 7         | 4     |
| 9      | 23  | Alexander Albon   | Williams-Mercedes            | 53   | +40.367     | 9         | 2     |
| 10     | 87  | Oliver Bearman    | Haas-Ferrari                 | 53   | +54.529     | 10        | 1     |
| 11     | 14  | Fernando Alonso   | Aston Martin Aramco-Mercedes | 53   | +57.333     | 12        |       |
| 12     | 22  | Yuki Tsunoda      | Red Bull Racing-Honda RBPT   | 53   | +58.401     | 14        |       |
| 13     | 10  | Pierre Gasly      | Alpine-Renault               | 53   | +1:02.122   | 11        |       |
| 14     | 55  | Carlos Sainz Jr.  | Williams-Mercedes            | 53   | +1:14.129   | 15        |       |
| 15     | 7   | Jack Doohan       | Alpine-Renault               | 53   | +1:21.314   | 19        |       |
| 16     | 27  | Nico Hülkenberg   | Kick Sauber-Ferrari          | 53   | +1:21.957   | 16        |       |
| 17     | 30  | Liam Lawson       | Racing Bulls-Honda RBPT      | 53   | +1:22.734   | 13        |       |
| 18     | 31  | Esteban Ocon      | Haas-Ferrari                 | 53   | +1:23.438   | 18        |       |
| 19     | 5   | Gabriel Bortoleto | Kick Sauber-Ferrari          | 53   | +1:23.897   | 17        |       |
| 20     | 18  | Lance Stroll      | Aston Martin Aramco-Mercedes | 52   | +1 varv     | 20        |       |
| Källa: |     |                   |                              |      |             |           |       |

## Ställning i mästerskapet efter loppet
| Pos.  | Förare         | Poäng |
| ----- | -------------- | ----- |
| 1 ▬   | Lando Norris   | 62    |
| 2 ▬   | Max Verstappen | 61    |
| 3 ▲ 1 | Oscar Piastri  | 49    |
| 4 ▼ 1 | George Russell | 45    |
| 5 ▬   | Kimi Antonelli | 30    |

| Pos.  | Konstruktör       | Poäng |
| ----- | ----------------- | ----- |
| 1 ▬   | McLaren-Mercedes  | 111   |
| 2 ▬   | Mercedes          | 75    |
| 3 ▬   | Red Bull          | 61    |
| 4 ▲ 1 | Ferrari           | 35    |
| 5 ▼ 1 | Williams-Mercedes | 19    |

- Notering: Endast de fem bästa placeringarna i vardera mästerskap finns med på listorna.